# Jun’ya Takahashi
Jun’ya Takahashi (jap. 高橋 潤哉, Takahashi Jun'ya; * 28. Mai 1997 der Präfektur Akita) ist ein japanischer Fußballspieler.

## Karriere
Jun’ya Takahashi erlernte das Fußballspielen in der Jugendmannschaft vom FC Akita ASPRIDE und Montedio Yamagata sowie in der Universitätsmannschaft der Komazawa-Universität. Von Juni 2019 bis Saisonende wurde er von der Universität an Montedio Yamagata ausgeliehen. Der Verein aus der Präfektur Yamagata spielte in der zweiten japanischen Liga, der J2 League. Nach der Ausleihe wurde er Anfang 2020 fest von Yamagata verpflichtet. 2020 absolvierte er sechs Zweitligaspiele für Yamagata. Sein Zweitligadebüt gab er am 15. Juli 2020 im Heimspiel gegen Thespakusatsu Gunma. Hier wurde er in der 63. Minute für Ryōma Watanabe eingewechselt. In der 90.+3 Minute schoss er sein erstes Zweitligator. Das Spiel verlor Yamagata mit 2:3. Anfang 2021 wurde er an Azul Claro Numazu ausgeliehen. Der Verein aus Numazu spielte in der dritten Liga, der J3 League. Für Azul absolvierte er 28 Drittligaspiele. Die Saison 2022 wurde er an den ebenfalls in der dritten Liga spielenden Fukushima United FC ausgeliehen. Für den Verein aus Fukushima stand er 31-mal auf dem Spielfeld. Nach der Ausleihe kehrte er zu Montedio zurück.